# Numero di Eulero (fisica)
Il numero di Eulero, solitamente simbolizzato come Eu, è un numero adimensionale che mette in relazione la forza d'inerzia e la forza di pressione.

## Definizione matematica
È definito come:
{\displaystyle \mathrm {Eu} ={\frac {p}{\rho U^{2}}}}
La forza d'inerzia (F) può essere scritta, in base al secondo principio della dinamica, come prodotto tra massa e accelerazione, mentre la forza di pressione (P) risulta essere il prodotto tra pressione e area:
{\displaystyle F={ma}={\frac {\rho L^{4}}{T^{2}}}}
{\displaystyle P={pA}={pL^{2}}\ }
Il rapporto tra le due forze definisce il numero di Eulero:
{\displaystyle {\frac {P}{F}}={\frac {pT^{2}}{\rho L^{2}}}}
essendo:
- ρ è la massa volumica o densità [kg/m³]
- L il parametro di lunghezza [m]
- T il parametro temporale [s]
- U il parametro di velocità [m/s]
- p la pressione [Pa]